# Чорштинське водосховище
Озеро Чорштинське, або Чорштинське водосховище (пол. Jezioro Czorsztyńskie) — водосховище на річці Дунаєць. Розташоване в південній частині Малопольського воєводства в Польщі, між гірськими масивами П'єніни та Горче. Створене шляхом будівництва дамби в Нєджиці.

## Дані
Будівництво греблі заввишки 56 метрів дозволило підняти рівень урізу води річки Дунаєць 534,50 метрів н.р.м. (максимальний рівень водосховища), мінімальний рівень водосховища становить 510,00 метрів н.р.м., і нормальний рівень — 529,00 метрів н.р.м. В залежності від рівня урізу води загальний об'м водосховища коливається від 36,5 млн м³ до 234,5 млн м³ води. Корисний об'єм водосховища —198,0 млн м³. Залежно від кількості води, що є у водоймі, площа дзеркала коливається від 4,15 км² до 13,35 км², зазвичай це близько 11 км², довжиною 9 км і шириною 1,5 км. Глибина водосховища в районі греблі досягає 50 метрів і зменшується до затону. Середня глибина становить близько 17,6 м, довжина берегової лінії — 29,7 км.